# First Avenue (stacja metra)
First Avenue – stacja metra nowojorskiego, na linii L. Znajduje się w dzielnicy Manhattan, w Nowym Jorku i zlokalizowana jest pomiędzy stacjami Third Avenue i Bedford Avenue. Została otwarta 21 września 1924.